# Белькопа
Белькопа — озеро в Казахстане, расположено на территории Айтекебийского района Актюбинской области. Относится к бассейну реки Иргиз. На берегу озера расположено село Белкопа.
Площадь озера составляет 14 км². Длина — 5,6 км, ширина — 4 км. Питание преимущественно снеговое. Замерзает в ноябре, вскрывается в апреле. В озеро впадает 9 небольших речек. Вода пресная, используется для водопоя скота.